# Етнозоологія
Етнозоологія - це галузь дослідження, яка комплексно вивчає відносини між людьми та тваринами в їхньому середовищі. Ця дисципліна охоплює класифікацію та найменування різних видів тварин, а також культурні знання та використання як диких, так і домашніх тварин. Етнозоологія є субдисципліною етнобіології, яка також включає етноботаніку, вивчення взаємозв'язків між людиною та рослинами.
Вивчення етнозоології допомагає зрозуміти, яку роль тварини відігравали в різних суспільствах протягом історії – від їх утилітарного використання до культурного, релігійного, мистецького та філософського значення. До етнозоології можна підходити з різних перспектив, таких як екологічна, когнітивна або символічна, оскільки вона поєднує наукові підходи з традиційними знаннями та культурними віруваннями.

## Консервація
У ширшому контексті етнозоологія та її супутня дисципліна, етноботаніка, роблять внесок у ширшу науку етнобіологію. Історія етнобіології ділиться на три періоди. Докласичний період (почався приблизно в 1860 році) був зосереджений на зборі інформації про використання ресурсів людьми, тоді як класичний період (почався в 1954 році) створив антропологічні дослідження з лінгвістики та біологічні класифікації. Нинішній, або посткласичний період, був описаний як інтеграція соціальних наук і досліджень природних ресурсів. 
Враховуючи глибокий вплив людини на біорізноманіття фауни, планування збереження дикої природи стає все більш актуальним. Загальновизнано, що здоров’я довкілля є важливим для здоров’я людини, а втрата біорізноманіття може мати як непрямий, так і прямий негативний вплив на добробут людини. Тісний зв’язок між здоров’ям людей і станом екосистем та тварин базується на п’яти ключових ідеях: тварини можуть передавати хвороби людям і навпаки; тварини можуть сприяти підтримці людського здоров’я; вони відіграють важливу роль у традиційній медицині по всьому світу; тварини є джерелом ліків і засобів для лікування людських хвороб; і їх використовують у медичних дослідженнях.

## Соціальні науки

### Соціологія
Соціологія повільно вивчала етнозоологію та надавала їй надійності. Вивчення етнозоології важливе, оскільки політики та громадськість часто отримують інформацію лише від захисників тварин або біомедичних дослідників, які можуть бути упередженими. Взаємодія з тваринами допомагає людям краще зрозуміти самих себе, а наше ставлення та поведінка щодо тварин може відображати наше ставлення до інших людей і суспільства в цілому. Докази цього можна побачити в тому, як зображення тварин іноді можуть виражати прихований расизм: «найбільш засуджуючі свідчення, дані обвинуваченими поліцейськими на суді над Родні Кінгом, включали характеристику Кінга як «горилу»; під час війни в Перській затоці Саддам в американській пресі Хусейн був названий «щуром», а коментатори порівнювали дії людей під час заворушень у Лос-Анджелесі зі «зграєю злісних тварин». 
Соціологія — це наука, що займається групами та формуванням груп, у тому числі тих, що зазнають структурного та міжособистісного утиску. Підполя в цій області включають дослідження афроамериканців, дослідження жінок (див. Екофемінізм) і дослідження геїв / лесбійок. Однак дослідженню тварин як окремій підгалузі не приділяється особливої уваги. Сучасне використання тварин у розвиненому світі, особливо в США, можна охарактеризувати як експлуатацію, домінування та гноблення. Жорстоке поводження з тваринами зустрічається не лише в промисловому тваринництві, але й у таких сферах, як собачі бої, кінні перегони, циркові виступи та інші розважальні індустрії. Крім того, тварини часто стають жертвами або інструментом у ситуаціях домашнього насильства. Широко розповсюджене жорстоке поводження з тваринами в сучасному суспільстві є важливим для соціології, оскільки воно включає вкорінене припущення про зв’язок між жорстоким поводженням з тваринами та насильством, спрямованим на людей. Деякі дослідження навіть запропонували способи, за допомогою яких взаємодія людини і тварини може кинути виклик домінуючим соціологічним теоріям про себе.

### Антропологія
Антропологія зробила багато для дослідження етнозоології з точки зору історії функціонування тварин у неіндустріалізованих суспільствах і ролі, яку тварини відіграють символічно та релігійно в різних культурах у всьому світі.  Процес одомашнення був важливим питанням для антропологів, які досліджували, як люди прагнули зрозуміти тварин, підкорити їх і використовувати їхню силу. Тваринні продукти використовувалися головним чином для їжі, але також для виготовлення одягу, інструментів, іграшок, а також для медичних і релігійних обрядів. Багато культур вважали, що існує тісний зв’язок між світом людей і тварин, приписуючи тваринам надприродні сили, що знаходить відображення в міфології, тотемах, культах предків, магічних тваринах і божествах-тваринах. 
Тварини отримують символічне значення, як у західних асоціаціях чорних кішок із невдачею. Біологічні знання відрізняються залежно від культурних, традиційних знань і досвіду. Люди поділяють базовий спосіб розуміння природного світу, заснований на спільній еволюційній історії, і ця основа пов’язує біологію з її історичним корінням у різних культурах. Еволюційний погляд на пізнання та вплив людини вказує на певний ступінь універсальності у сприйнятті та прийнятті рішень стосовно світу природи. Взаємодія між цими аспектами психології, біорізноманіттям дикої природи Землі та унікальними соціальними, культурними та економічними контекстами, в яких люди взаємодіють і розвиваються, створює культурне розмаїття. Палеоантропологічні дослідження показують, що лінгвістичні підходи до етнобіології з'явилися відносно нещодавно в історії людства.Це означає, що ці підходи лише частково допомагають зрозуміти, як люди сприймають природний світ і взаємодіють з ним.

## Дивіться також
- Зоологія
- Етнологія
- Етногерпетологія
- Етноентомологія
- Етномастозоологія
- Етноорнітологія
- Етноспонгіологія
- Етномалакологія
- Етноіхтіологія
- Екофемінізм

## Зовнішні посилання
- Нотатки щодо етнозоології Букусу із західної Кенії